# Симптом каптура (психіатрія)
Симптом каптура (англ. hood symptom in psychiatry) — симптом, який зустрічається у хворих на кататонію. Вони часто закривають голову чимось в такий спосіб, що це імітує носіння каптура. При цьому у пацієнта плечі підняті, голова нахилена вперед і на неї натягнуто халата, ковдру, сорочку тощо. Ймовірно у цьому симптомі проявляється пасивний негативізм чи схильність пацієнтів до замкнутості, закритості, відчуженості. Аналогічний симптом зустрічається також у деяких дітей з раннім дитячим аутизмом. Також цей симптом разом з іншими кататонічними проявами можуть  спровокувати органічні хвороби мозку, метаболічні захворювання, алкоголізм, прийомом деяких медикаментів, а також виникнути при афективних розладах.